# Сборная Германии по хоккею с шайбой

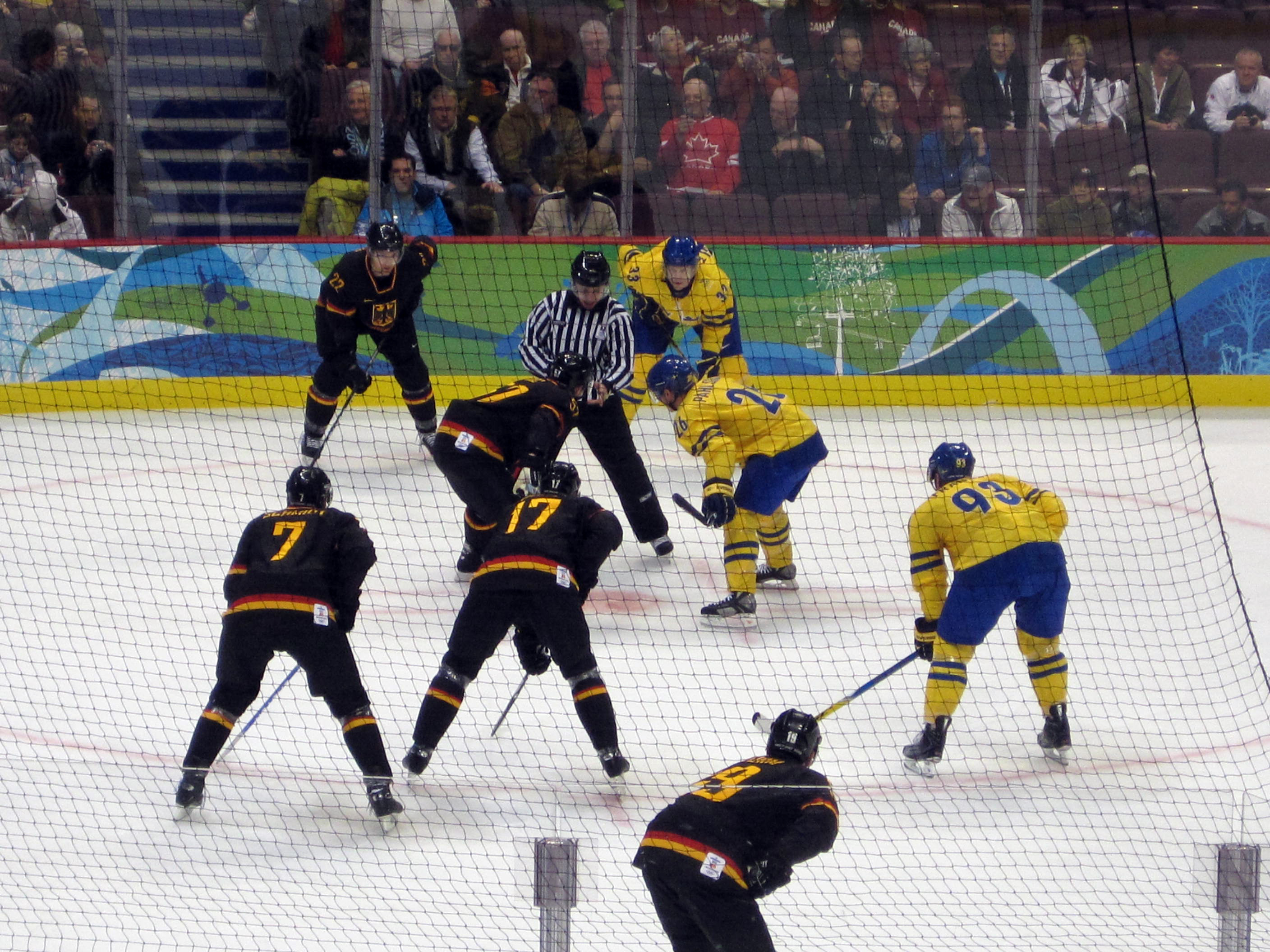
Сборная Германии (слева) в матче против сборной Швеции на Олимпийских играх-2010

Сборная Германии по хоккею с шайбой — национальная хоккейная команда, представляющая Германию на международных турнирах по хоккею с шайбой. Одна из старейших команд Европы. Серебряный (2018) и двукратный бронзовый призёр Олимпийских игр (1932, 1976).

## История
Первый хоккейный матч состоялся в Германии в феврале 1887 года — на льду озера Халензе в Берлине. Команда местного спортклуба выиграла у студенческой сборной со счетом 11:4. Первая официальная игра сборной Германии на уровне сборных команд прошла в Швейцарии в городе Монтрё 10 января 1910 г. со сборной Швейцарии, немецкая сборная выиграла с разгромным счетом 9:1. Популярность хоккея стала расти, особенно в Берлине. Столичные клубы доминировали в этом виде спорта вплоть до Второй мировой войны. В 1910 году немецкая команда впервые приняла участие в чемпионате Европы в Швейцарии, где заняла 2 место. Команда повторила свой успех в 1911, 1912 (аннулирован) и 1914 годах, в 1913 году заняла 3 место.
После Первой мировой войны немецкий коллектив перестал быть одним из фаворитов, но в конце двадцатых вновь стал выигрывать медали: бронза на чемпионате Европы в 1927. В 1930 году немецкая команда стала чемпионом Европы. Спустя четыре года ей удалось повторить этот успех. Однако после этого сборная Германии чемпионских титулов на международных турнирах уже не завоевывала. В 1932 году на зимней Олимпиаде в американском Лейк-Плэсиде немцы заняли третье место, получив бронзовые награды.

### Разделение и объединение команды
После разделения Германии хоккейная сборная также разделилась на сборную ФРГ и ГДР. Более успешно и результативно выступала сборная ФРГ. Самого значительного результата сборной ФРГ удалось добиться только в 1953 году на Чемпионате мира в Швейцарии (второе место). А в 1976 году сборная добилась самого большого для себя успеха за всю её историю. На зимней Олимпиаде в австрийском Инсбруке команда ФРГ завоевала бронзовые медали, победив в матче за третье место американцев — 4:1. В 1991 году обе команды объединились под руководством Федерации хоккея Германии.

### После объединения
С объединением Германии сборная не показывала значительных результатов: одним из наивысших достижений стало 6 место на чемпионате мира 2003, где немецкий коллектив проиграл в четвертьфинале сборной Канады в овертайме. До этого команда Германии заняла третье место в своей группе и пробилась в четвертьфинал Кубка мира 1996 после неожиданной победы над Чехией 7:1. На Олимпиаде в 1992 году сборная проиграла Канаде в овертайме 3:4 и выбыла в четвертьфинале. Начиная с 1998 года у сборной Германии начался затяжной кризис (на десять лет), как и во всем Немецком хоккее. В том же году команда не попала на зимние Олимпийские игры в Нагано. А в 1999 году не попала на чемпионат мира 1999 в Норвегии.

### Современность
На чемпионате мира 2009 в Швейцарии команда заняла пятнадцатое место. На Зимних Олимпийских играх 2010 в Ванкувере команда Германии заняла 11-е место. Как заявил генеральный секретарь Федерации хоккея Германии Франц Райндль, после Олимпиады в немецком хоккее произойдут грандиозные реформы, чтобы в будущем национальная команда показывала более достойные результаты. И его слова становятся пророческими, учитывая успех на последнем домашнем чемпионате мира 2010, где команда пробилась в полуфинал и заняла четвертое место. На следующем чемпионате мира 2011, который проходил в Словакии, сборная Германии также показала достойный результат. В своей группе заняла первое место, выиграв все матчи (у сборной России 2:0, у Словакии 4:3 и Словении 3:2). В четвертьфинале команда уступила сборной Швеции 2:5 и заняла в итоге седьмое место. В этом же, в 2011 году Уве Крупп и Федерация хоккея Германии не договорились о новом контракте.
Крупп покинул свой пост главного тренера сборной, вместо него назначен швейцарский специалист Якоб Кёлликер. На чемпионате мира 2012, по разным причинам не смогли принять участия восемь игроков основного состава сборной. Это было одной из причин столь неудачного выступления сборной Германии, где она в своей группе добилась всего двух побед и набрала шесть очков и в итоге не пробилась в четвертьфинал и заняла неутешительное для себя двенадцатое место.  В феврале 2013 года германская команда неудачно выступила на домашнем отборочном турнире к Олимпийским играм, не попав на них впервые за всю свою историю. Главный тренер покинул свой пост после этого турнира. Перед чемпионатом мира 2013 года сборную возглавил канадец Пэт Кортина. Под его руководством сборная вновь неудачно выступила, заняв в своей группе пятое место и не выйдя в четвертьфинал.  
С 2015 года главным тренером и генеральным менеджером сборной Германии является Марко Штурм, который выступал за сборную, будучи хоккеистом. На чемпионате мира-2016 немецкие хоккеисты пробились в плей-офф, где проиграли в 1/4 финала сборной России 1:4 и заняли в итоге седьмое место. На домашнем чемпионате мира-2017 немецкие хоккеисты пробились в плей-офф, где проиграли в 1/4 финала сборной Канаде 1:2 и заняли в итоге восьмое место. На Олимпийских играх 2018 года в Корее вышли в финал, где сыграв со сборной России, впервые в своей истории завоевали серебряные олимпийские медали. На данный момент (2024 г.) сборная Германии находится на 8-м месте в рейтинге ИИХФ.

## Основные достижения

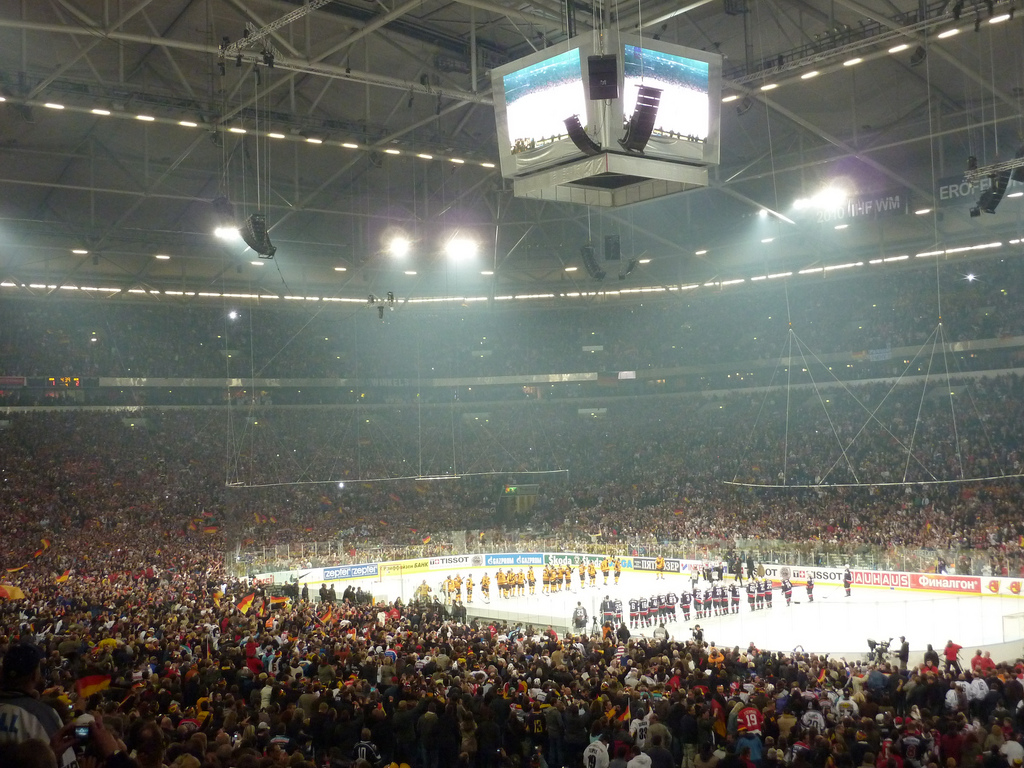
Фелтинс-Арена: 77803 чел. Рекорд посещаемости на матче Германия — (2:1) Чемпионат мира по хоккею с шайбой 2010

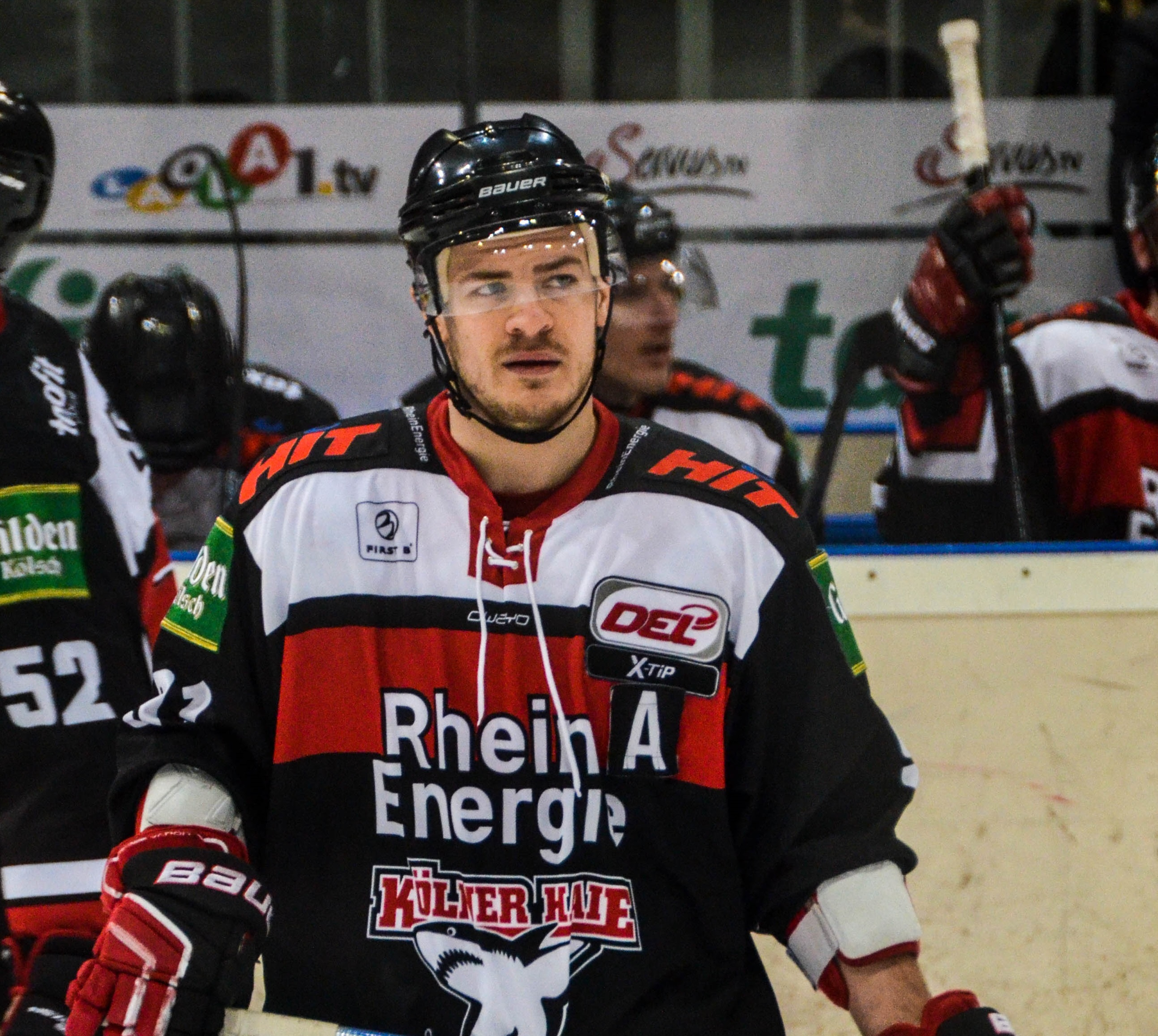
Мориц Мюллер — капитан сборной Германии

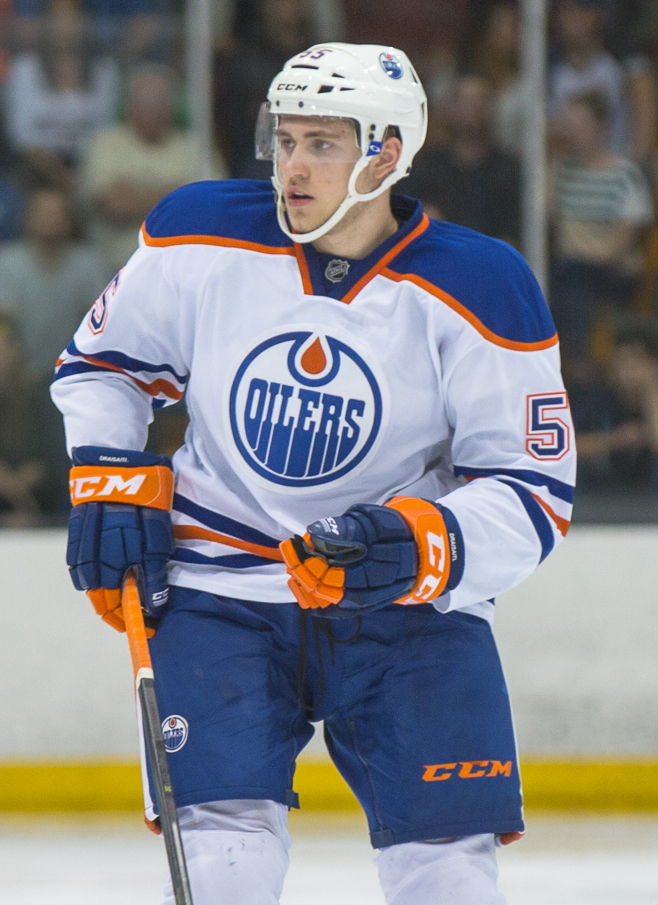
Леон Драйзайтль — лучший немецкий нападающий

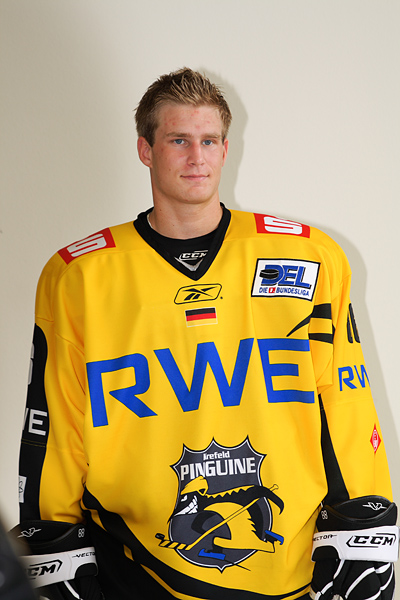
Даниэль Пиетта — нападающий сборной Германии

| Соревнование                 | Место проведения                   | Результат         |                  |
| Олимпийские игры             | Олимпийские игры                   | Олимпийские игры  | Олимпийские игры |
| ---------------------------- | ---------------------------------- | ----------------- | ---------------- |
| Зимние Олимпийские игры 1932 | США (Лейк-Плэсид)                  | бронзовая медаль  |                  |
| Зимние Олимпийские игры 1976 | Австрия (Инсбрук)                  | бронзовая медаль  |                  |
| Зимние Олимпийские игры 2018 | Республика Корея (Пхёнчхан)        | серебряная медаль |                  |
| Чемпионаты Мира              |                                    |                   |                  |
| Чемпионат мира 1930          | Франция (Шамони)                   | серебряная медаль |                  |
| Чемпионат мира 1932          | США (Лейк-Плэсид)                  | бронзовая медаль  |                  |
| Чемпионат мира 1934          | Италия (Милан)                     | бронзовая медаль  |                  |
| Чемпионат мира 1953          | Швейцария (Цюрих, Базель)          | серебряная медаль |                  |
| Чемпионат мира 2023          | Финляндия (Тампере), Латвия (Рига) | серебряная медаль |                  |
| Чемпионаты Европы            |                                    |                   |                  |
| Чемпионат Европы 1910        | Швейцария (Лез-Аван)               | серебряная медаль |                  |
| Чемпионат Европы 1911        | Германия (Берлин)                  | серебряная медаль |                  |
| Чемпионат Европы 1913        | Германия (Мюнхен)                  | бронзовая медаль  |                  |
| Чемпионат Европы 1914        | Германия (Берлин)                  | серебряная медаль |                  |
| Чемпионат Европы 1927        | Австрия (Вена)                     | бронзовая медаль  |                  |
| Чемпионат Европы 1930        | Франция (Шамони)                   | Золотая медаль    |                  |
| Чемпионат Европы 1934        | Италия (Милан)                     | Золотая медаль    |                  |
| Чемпионат Европы 1953        | Швейцария (Цюрих, Базель)          | серебряная медаль |                  |

## Текущий состав
Состав сборной Германии на Чемпионате мира 2025:
| Номер | Имя                 | Позиция    | Рост, см | Вес, кг | Дата рождения | Клуб              |
| ----- | ------------------- | ---------- | -------- | ------- | ------------- | ----------------- |
| 7     | Максимилиан Кастнер | Нападающий | 180      | 84      | 03.01.1993    | Ред Булл Мюнхен   |
| 11    | Корбиниан Гейбель   | Защитник   | 184      | 91      | 08.07.2002    | Айсберен Берлин   |
| 19    | Войцех Стаховяк (А) | Нападающий | 185      | 85      | 03.07.1999    | Ингольштадт       |
| 25    | Леон Хюттль         | Защитник   | 182      | 80      | 21.09.2000    | Ингольштадт       |
| 30    | Филипп Грубауэр     | Вратарь    | 185      | 84      | 25.11.1991    | Сиэтл Кракен      |
| 35    | Матиас Нидербергер  | Вратарь    | 180      | 80      | 26.11.1992    | Ред Булл Мюнхен   |
| 38    | Фабио Вагнер        | Защитник   | 182      | 83      | 17.09.1995    | Ред Булл Мюнхен   |
| 40    | Александр Эль       | Нападающий | 175      | 76      | 28.11.1999    | Адлер Мангейм     |
| 41    | Йонас Мюллер (А)    | Защитник   | 183      | 88      | 19.11.1995    | Айсберен Берлин   |
| 42    | Язин Элиц           | Нападающий | 177      | 84      | 30.12.1992    | Ред Булл Мюнхен   |
| 44    | Джошуа Самански     | Нападающий | 190      | 91      | 22.03.2002    | Штраубинг Тайгерс |
| 49    | Лукас Кельбле       | Защитник   | 188      | 93      | 13.10.1997    | Адлер Мангейм     |
| 50    | Патрик Хагер        | Нападающий | 178      | 80      | 08.09.1988    | Ред Булл Мюнхен   |
| 53    | Мориц Зайдер (К)    | Защитник   | 192      | 90      | 06.04.2001    | Детройт Ред Уингз |
| 55    | Максимилиан Шубер   | Защитник   | 191      | 92      | 25.08.2002    | Тусон Роудраннерс |
| 65    | Марк Михаэлис       | Нападающий | 177      | 79      | 31.07.1995    | Адлер Мангейм     |
| 72    | Доминик Кахун (А)   | Нападающий | 180      | 79      | 02.07.1995    | Лозанна           |
| 73    | Лукас Райхель       | Нападающий | 183      | 78      | 17.05.2002    | Чикаго Блэкхокс   |
| 74    | Джастин Шютц        | Нападающий | 181      | 82      | 24.06.2000    | Адлер Мангейм     |
| 83    | Леонхард Пфёдерль   | Нападающий | 182      | 87      | 01.09.1993    | Айсберен Берлин   |
| 95    | Фредерик Тиффельс   | Нападающий | 183      | 87      | 20.05.1995    | Айсберен Берлин   |

| Должность            | Имя               | Гражданство | Дата рождения |
| -------------------- | ----------------- | ----------- | ------------- |
| Главный тренер       | Харольд Крайс     | Германия    | 19.01.1959    |
| Ассистент тренера    | Александр Зульцер | Германия    | 30.05.1984    |
| Ассистент тренера    | Серж Обен         | Канада      | 15.02.1975    |
| Ассистент тренера    | Александр Зульцер | Германия    | 30.05.1984    |
| Тренер вратарей      | Илпо Кауханен     | Германия    | 21.10.1973    |
| Генеральный менеджер | Кристиан Кюнаст   | Германия    | 07.03.1971    |

## Основная форма

Домашняя форма сборной Германии
Выездная форма сборной Германии
Нейтральная форма сборной Германии
Нагрудный Герб сборной Германии

## Закреплённые номера
- 4: Удо Кисслинг (р. 1955)
- 14: Эрих Кюнхакль (р. 1950)
- 20: Роберт Дитрих (1986—2011)
- 23: Дитер Хеген (р. 1962)
- 80: Роберт Мюллер (1980—2009)